# Nadzeya Liapeshka
Nadzeya Liapeshka, nata Papok (in bielorusso Надзея Міхайлаўна Ляпешка (Папок)?; Homel', 26 aprile 1989) è una canoista bielorussa, vincitrice della medaglia di bronzo nel K4 500 m a Londra 2012 e Rio de Janeiro 2016.

## Palmarès
- Giochi olimpici

Londra 2012: bronzo nel K4 500m.
Rio de Janeiro 2016: bronzo nel K4 500m.
- Mondiali

Seghedino 2011: bronzo nel K4 500m.
Duisburg 2013: bronzo nel K4 500m.
Mosca 2014: bronzo nel K4 500m.
Milano 2015: oro nel K4 500m.
Seghedino 2019: argento nel K4 500m.
- Europei

Belgrado 2011: oro nel K4 500m.
Zagabria 2012: argento K4 500m.
Montemor-o-Velho 2013: bronzo nel K4 500m.
Mosca 2016: argento nel K4 500m e bronzo nel K2 500m.
Belgrado 2018: argento nel K4 500m.
- Universiade

Kazan' 2013: oro K4 200m e K4 500m.